# Rhodiola linearifolia
Rhodiola linearifolia là một loài thực vật có hoa trong họ Crassulaceae. Loài này được (Royle) Fu miêu tả khoa học đầu tiên năm 1965.